# セ・シャルマン!
『セ・シャルマン!』は宝塚歌劇団の舞台作品。星組公演。
併演作品は『宝花集』。

## 解説
※『宝塚歌劇100年史（舞台編）』の宝塚大劇場公演のページを参照
"魅惑"をテーマにしたショー作品。映画『血と砂』に出演したルドルフ・ヴァレンティノをはじめ、数々の恋の種々相を描いている。
娘役スター・高宮沙千のさよなら公演となった。

## 公演期間と公演場所
- 1978年11月10日 - 12月25日[2]（新人公演：11月28日[3]）　宝塚大劇場
- 1979年3月2日 - 3月28日[4]（新人公演：3月18日[3]）　東京宝塚劇場

## 宝塚大劇場公演のデータ
形式名は「グランド・ショー」。24場。

### スタッフ
- 作・演出：酒井澄夫[2]
- 音楽[5]：寺田瀧雄、中元清純、河崎恒夫、中川昌、筒井広志
- 音楽指揮：溝口堯[5]
- 振付[5]：朱里みさを、県洋二、山田卓、小井戸秀宅
- 装置[5]：石浜日出雄、関谷敏昭
- 衣装：静間潮太郎[5]
- 照明：今井直次[6]
- 音響：松永浩志[6]
- 小道具：万波一重[6]
- 効果：川ノ上智洋[6]
- 演出助手[6]：三木章雄、中村暁
- 制作：三宅征夫[6]
- ヘア・デザイン：畠山順吉[6]